# Junghans
Junghans ist ein Uhrenhersteller, der 1861 in Schramberg im Schwarzwald gegründet wurde und mit zeitweise über 3000 Beschäftigten der größte Uhrenhersteller der Welt war. Die Uhren werden zu Preisen zwischen 329 und 16.000 Euro verkauft.
Heute wird der Markenname Junghans von zwei voneinander unabhängigen Gesellschaften geführt, der Uhrenfabrik Junghans GmbH & Co. KG und der Junghans Microtec GmbH, die Wehrtechnik herstellt. Beide Gesellschaften sind aus der früheren Gebrüder Junghans AG hervorgegangen.

## Firmengeschichte

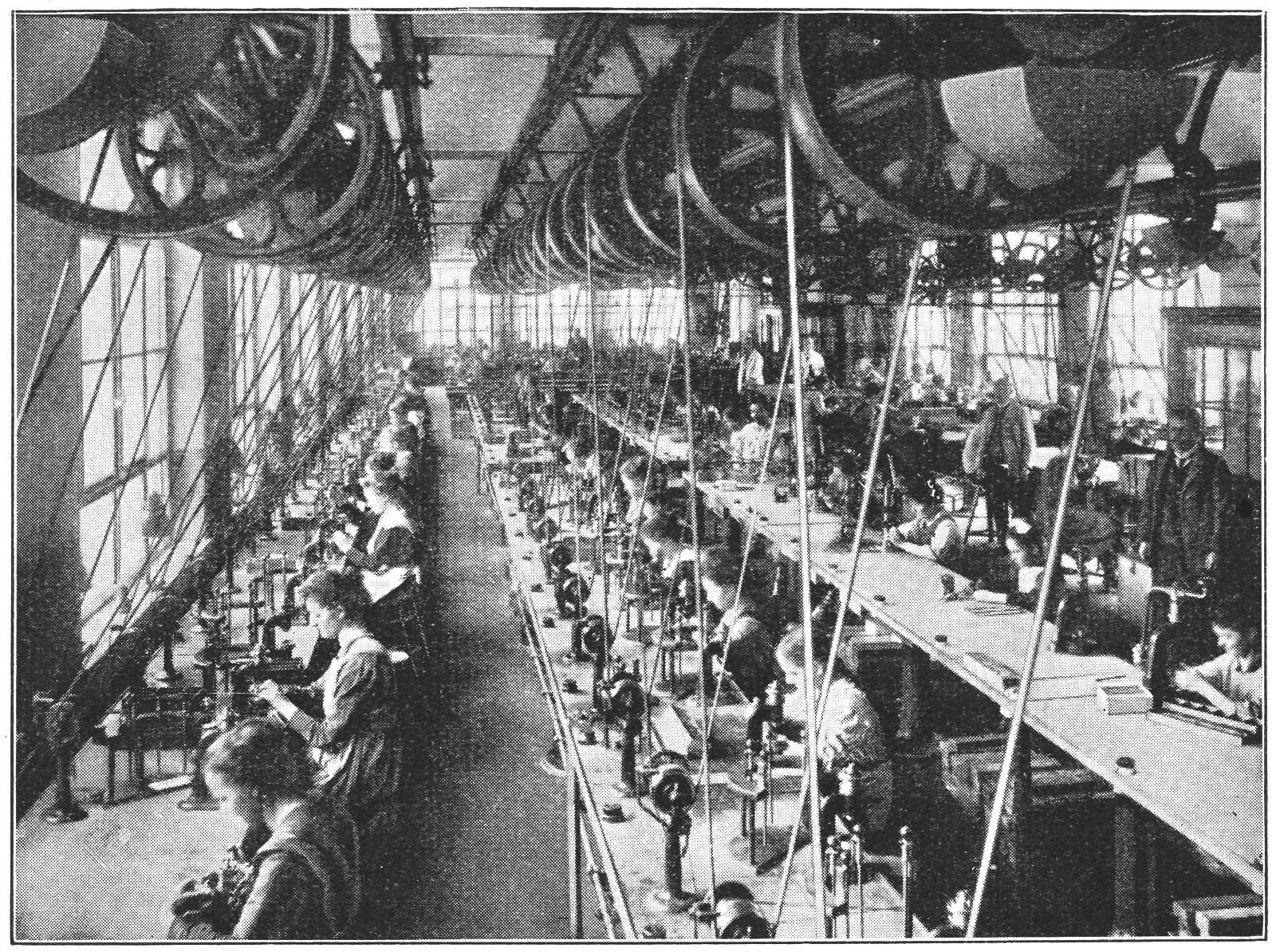
Produktion von Taschenuhren um 1925

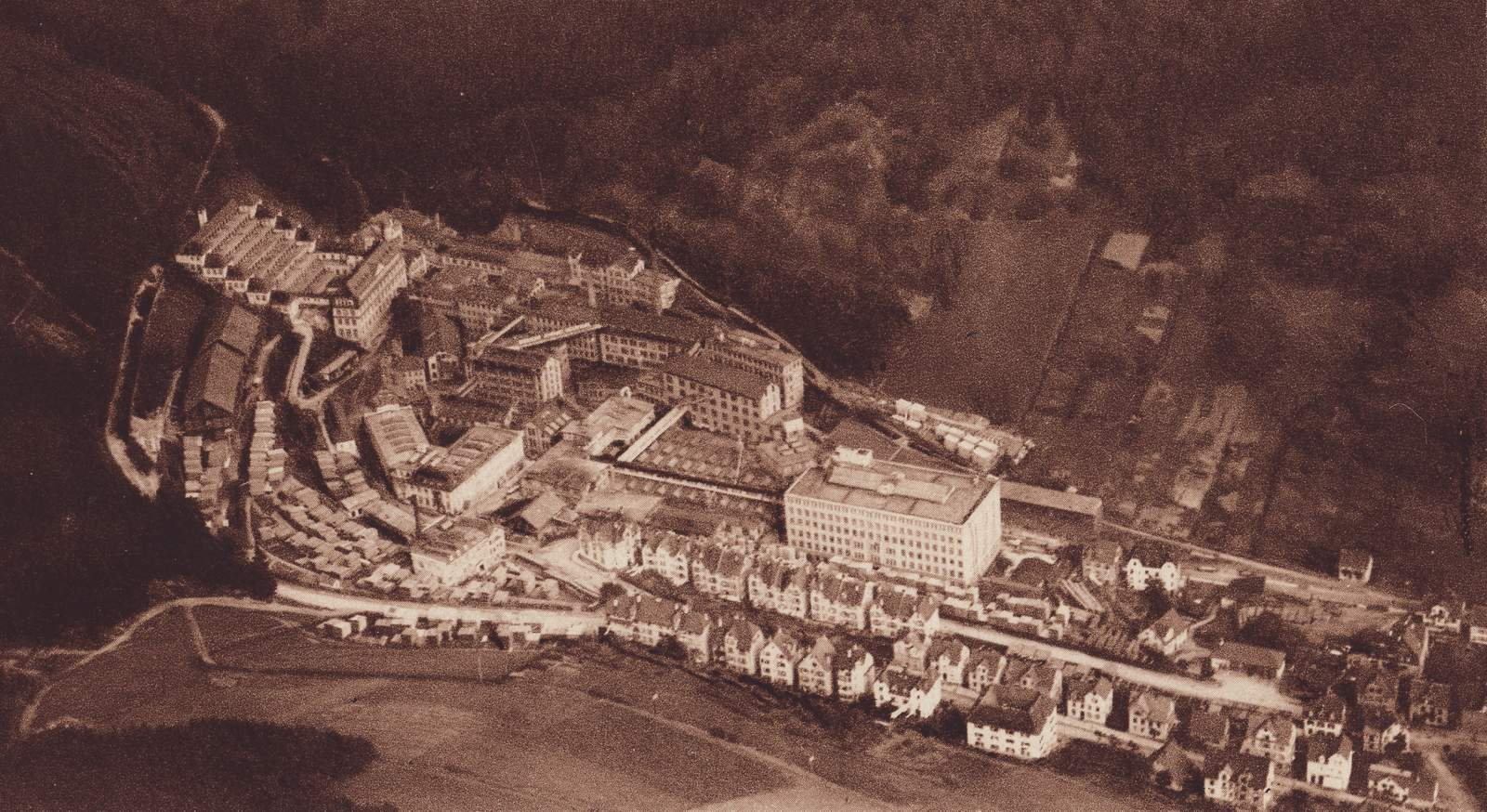
Uhrenfabriken Gebrüder Junghans AG, Luftaufnahme um 1930

Aktie über 100 RM der Gebrüder Junghans AG vom Dezember 1931

Ehemaliges Logo

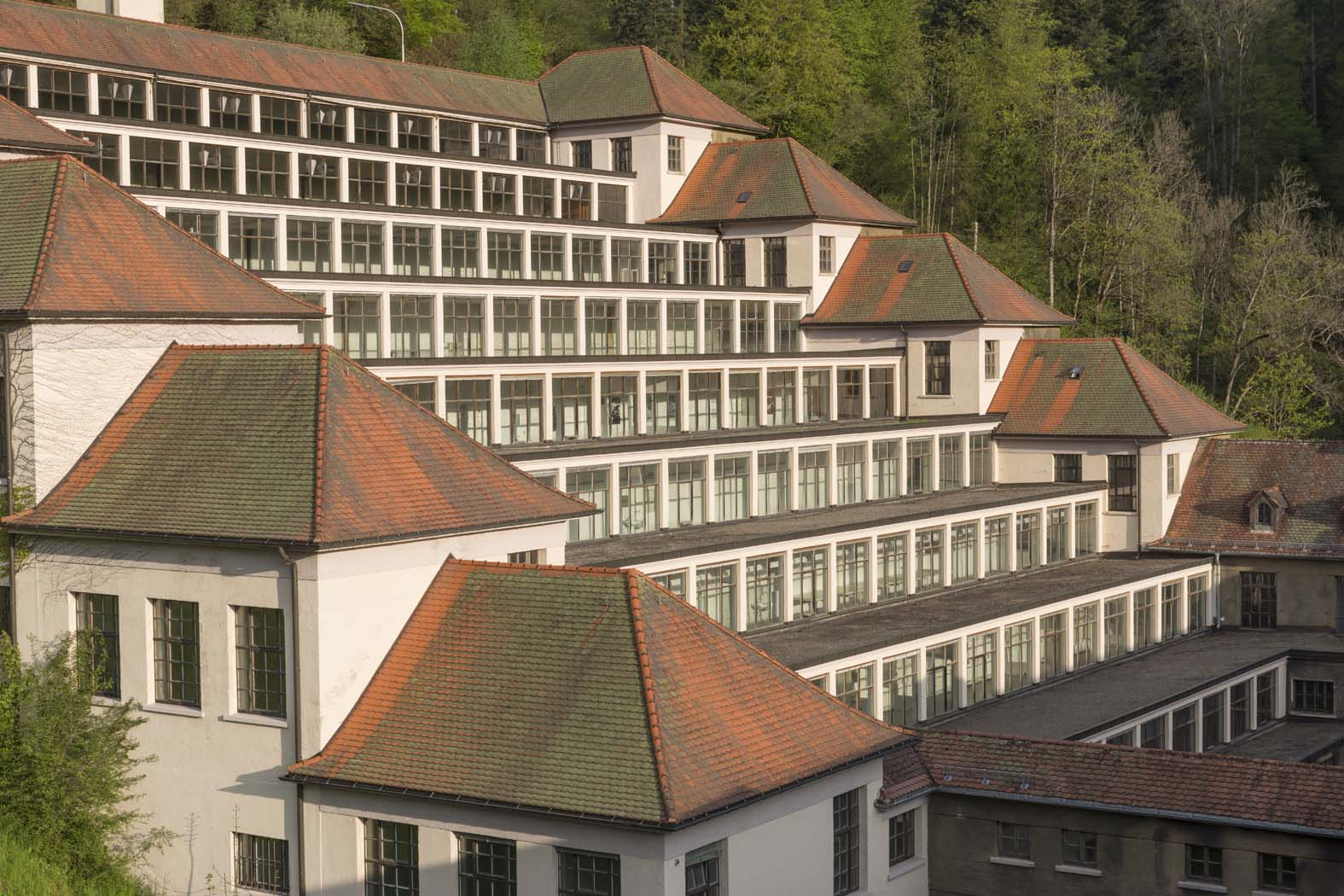
Der denkmalgeschützte Terrassenbau

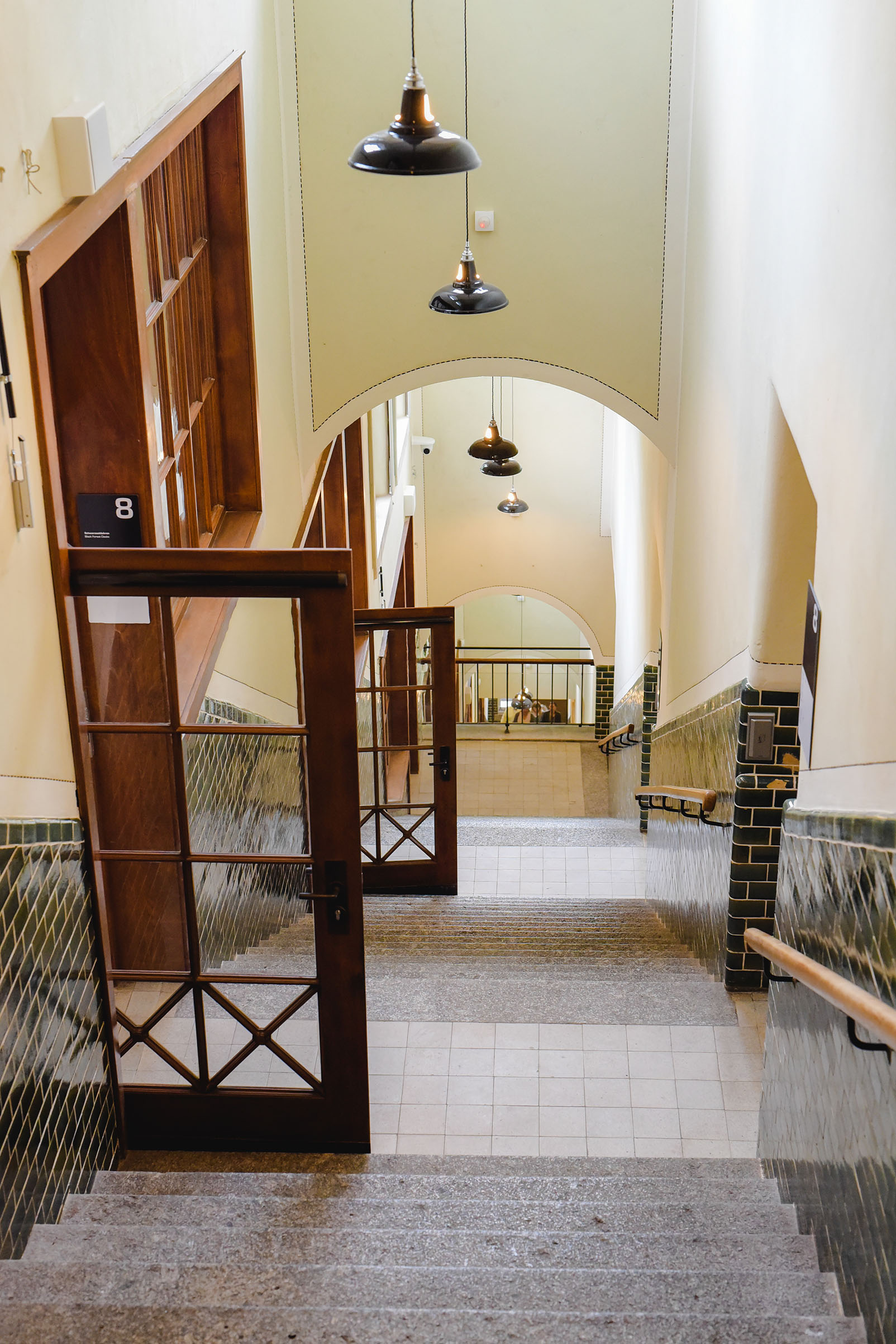
Über 9 Stockwerke erstreckt sich das Museum im Terrassenbau

Im Jahr 1860 gründete der Kaufmann Erhard Junghans gemeinsam mit seinem Schwager Jakob Zeller-Tobler in Schramberg eine Ölmühle, die allerdings wirtschaftlich ein Misserfolg wurde. Im Jahr 1861 gründete Erhard Junghans darauf mit seinem aus den USA zurückgekehrten Bruder Xaver Junghans in Schramberg die Firma Gebrüder Junghans. Zunächst wurden Gehäuseteile für andere Uhrenhersteller im Schwarzwald fabriziert. Ab 1866/67 konnten die ersten Uhrwerke hergestellt werden. Die Tagesproduktion lag im Jahr 1870 bei etwa 60 Uhren.
Erhard Junghans starb im Herbst 1870, worauf die Witwe Luise Junghans die Leitung des Unternehmens übernahm. Am 1. Juli 1875 wurde die Firma Junghans von Luise Junghans an die Söhne Erhard d. J. und Arthur verkauft; laut Gesellschaftervertrag übernahm der ältere Sohn Erhard (d. J.) sowohl die kaufmännische als auch die technische Leitung. In den Jahren nach der Übernahme brachte Arthur Junghans, der vorher für ein Jahr in amerikanischen Uhrenfabriken gearbeitet hatte, eine Reihe von technischen Modernisierungen auf den Weg. Ende der 1870er Jahre nahm Junghans auch die Fertigung von Weckern nach amerikanischem Vorbild auf, was zu einer starken Vergrößerung des Unternehmens führte. Bereits 1883 und nochmals 1894 versuchte Arthur Junghans, eine Fertigung einfacher Taschenuhren aufzubauen. Eine Reihe von Fehlschlägen zwang jedoch dazu, diese Bemühungen einzustellen. Durch die Fusion mit der Schwenninger Thomas Haller AG, die bereits seit Mitte der 1890er Jahre erfolgreich Taschenuhren fabrizierte und vermarktete, konnte Junghans ab 1900 sein Sortiment auch um die Sparte Taschenuhren erweitern.
1888 präsentierte das Unternehmen einen fünfstrahligen Stern mit einem „J“ in dessen Mitte als Markenzeichen. Im Jahr 1890 bekam dieser Stern acht Zacken und ist heute noch das Markenzeichen des Unternehmens. 1903 war Junghans mit mehr als 3000 Beschäftigten und einer Produktion von über drei Millionen Uhren pro Jahr der weltweit größte Uhrenhersteller. Im Jahr 1906 nahm Junghans ferner die Fertigung von Munitionszündern auf, die im Ersten Weltkrieg in Schramberg in großen Mengen hergestellt wurden.
1928 begann Junghans mit der Produktion von Armbanduhren, wobei anfangs zugekaufte Werke der Gebrüder Thiel GmbH in Ruhla verwendet wurden. Ab 1930 fertigte Junghans eigene Werke. Zur gleichen Zeit begann die Zusammenarbeit mit der französischen ATO und die Herstellung der gleichnamigen elektrischen Pendeluhren bis 1962.
Nach der Machtergreifung der Nationalsozialisten wurde Junghans von Generaldirektor Erwin Junghans (* 1875; † 1944, Sohn von Arthur Junghans) auf Rüstungsproduktion ausgerichtet. Junghans bewarb sich und erhielt aufgrund der Kriegsvorbereitungen zahlreiche Rüstungsaufträge (Präzisionsuhren für Flugzeuge und Schiffe sowie Munitionszünder aller Arten). In den Kriegsjahren stellten über 9000 Beschäftigte in bombensicheren Räumen in Schramberg vorwiegend Zünder und weitere Rüstungsgüter her. Von Junghans entwickelte Zünder wurden auch in sehr großem Umfang von anderen Unternehmen besonders in Pforzheim hergestellt, was wohl die Ursache der totalen Zerstörung Pforzheims durch die Alliierten war. Junghans gründete unter neutralem Namen auch in anderen Städten Zweigwerke für die Herstellung von Rüstungsgütern (z. B. „MESSAP“ in Hamburg). In Mühlheim an der Donau unterhielt Junghans zusammen mit der Uhrenfabrik Mühlheim einen eigenen Schießplatz zum Testen von Munition.
Im Jahr 1942 waren in Schramberg 440 „Ostarbeiter“, 332 Kriegsgefangene und Zwangsarbeiter aus Frankreich und 90 Zwangsarbeiter aus Polen bei Junghans untergebracht. Die französischen Arbeiter waren meist in Gemeinschaftsunterkünften oder Gasthäusern einquartiert, während die sowjetischen und polnischen Arbeiter in Baracken wohnten. Nach Ende des Zweiten Weltkriegs wurden von der französischen Militärverwaltung wesentliche Maschinen demontiert und nach Frankreich verbracht. Die Produktion ziviler Uhren konnte jedoch bereits 1946 wieder aufgenommen werden. Verschiedene Unternehmensgebäude wurden von den Alliierten noch eine Zeit lang als Kaserne beschlagnahmt. Ferner war Junghans gezwungen, lose Uhrwerke nach Frankreich zu liefern, die allerdings nicht in Frankreich, sondern unter dem Firmenzeichen französischer Uhrenhersteller im Ausland verkauft wurden.
Nach dem Krieg konzentrierte sich Junghans auf die Herstellung qualitativ guter Armbanduhren, um bei den Kunden wieder zu Ansehen zu gelangen. Dadurch entwickelte sich Junghans in den 1950er Jahren zum größten Hersteller von Chronometern in Deutschland, etwa mit dem Anfang der 1960er Jahre auf den Markt gebrachten Junghans Chronometer für etwa 160 DM mit dem Werkkaliber J 85.
Im Rahmen einer feindlichen Übernahme durch Diehl in Nürnberg verlor die Familie Junghans im Jahr 1956 Unternehmen und Betriebsleitung. Die offizielle Firmenübernahme erfolgte zum 15. November 1956. Die Diehl-Gruppe führte die Geschäftszweige Uhren und Zündertechnik separat weiter.
1971 stellte Junghans die erste deutsche Quarz-Armbanduhr, die „Astro-Quarz“, vor, fünf Jahre später stellte es die Produktion mechanischer Uhren vorläufig völlig ein.
1972 stellte Junghans die offizielle Zeitmessung der Olympischen Sommerspiele in München.
Seit 1984 existieren zwei organisatorisch voneinander getrennte Unternehmen: die Uhrenfabrik Junghans GmbH & Co. KG und die Junghans Microtec GmbH.
Im Jahr 1986 präsentierte Junghans eine funkgesteuerte Tischuhr, eine der ersten kommerziellen Funkuhren der Welt. 1990 folgte mit der digitalen MEGA 1 (Gestaltung: frog design) die weltweit erste funkgesteuerte Armbanduhr. 1991 kam die analoge Variante Junghans Mega auf den Markt. 1995 stellte Junghans eine Kombination aus Funkarmbanduhr mit Solarantrieb und Keramikgehäuse vor, die MEGA Solar Ceramic.
Die Diehl-Gruppe verkaufte die Uhrensparte im Jahr 2000 an die Holdinggesellschaft Egana Goldpfeil. Die Wehrtechnik sowie die Unternehmensgebäude in Schramberg verblieben bei Diehl. Die Uhrensparte beschäftigte damals etwa 220 Angestellte, die Wehrtechnik 350.
Im Jahr 2004 präsentierte Junghans die erste Multifrequenz-Funk-Armbanduhr, die Signale der Zeitzeichensender DCF77 in Europa, JJY in Japan und WWVB in den USA empfängt.
Als Hommage an den Firmengründer wurde 2006 die Marke „Erhard Junghans“ eingeführt.
Die Junghans Uhren GmbH stellte am 29. August 2008 einen Insolvenzantrag, nachdem der Mutterkonzern Egana Goldpfeil kurz zuvor in finanzielle Schwierigkeiten geraten war. Das Unternehmen beschäftigte zu diesem Zeitpunkt 115 Mitarbeiter. Am 22. Januar 2009 erklärte der Insolvenzverwalter, dass ein Käufer für die Junghans Uhren GmbH gefunden worden sei. Der Schramberger Unternehmer Hans-Jochem Steim übernahm gemeinsam mit seinem Sohn Hannes zum 1. Februar den Geschäftsbetrieb sowie alle Sparten des Unternehmens, das seit 1. Februar 2009 unter dem Namen Uhrenfabrik Junghans GmbH & Co. KG firmiert. Bereits im Übernahmejahr erzielte die Uhrenfabrik Junghans GmbH & Co. KG einen zweistelligen prozentualen Umsatzzuwachs.
Im Jahr 2011 feierte Junghans das 150-jährige Unternehmensjubiläum mit limitierten Modellen und Neuinterpretationen historischer Serien.
Der historisch bedeutende und denkmalgeschützte Terrassenbau, entworfen und gebaut 1917/1918 von dem deutschen Architekten Philipp Jakob Manz, wurde unter Aufsicht des Denkmalamtes restauriert und im Juni 2018 der Öffentlichkeit in Form eines Museums zugänglich gemacht. Schwerpunkte des Junghans Terrassenbau Museums bilden Schwarzwalduhren, Uhren mit Musikspieleinrichtungen und die Historie der Uhrenfabrik.
2018 wurde das Funkuhrwerk J101 vorgestellt. Dieses Kaliber kann über eine Mobile App gesteuert werden. Es ist klein genug für Uhren der Kollektionen im klassischen Design max bill und Meister.
Zum 160. Jubiläum im Jahr 2021 erschien die Meister Signatur Handaufzug Edition 160, die mit dem historischen Handaufzugswerk J620 angetrieben wird.

## Uhren
Die Uhrenmarke Junghans umfasst alle Uhrentechnologien. Das mechanische Segment beinhaltet Handaufzug und Automatikmodelle, teilweise mit Komplikationen wie Gangreserve, Kalenderwochenanzeige, Mondphase, Chronograph und so weiter. Gestaltungsklassiker des Signets JUNGHANS max bill beruhen auf Originalentwürfen des Bauhauskünstlers Max Bill und sind bei Uhrensammlern sehr geschätzt. Die Technologiesparte bietet Funkuhren mit junghanseigenen Funkwerken, die die Zeitinformationen des europäischen DCF77-, des amerikanischen WWVB- und des japanischen JJY-Senders empfangen. Antriebsenergie liefern herkömmliche Knopfzellen beziehungsweise moderne Solartechnologie. Seit 2011 ist die hauseigene Solar/Quarz-Entwicklung auf dem Markt. Die Quarzwerke stammen aus einem weltweiten Sourcing. Spezielle High-Tech-Materialien wie Titan und Keramik sind mit der Funk- und Solartechnologie kombiniert. Seit 2018 werden Uhren im klassischen Design mit Junghans-eigenen Connected Funkwerken ausgestattet. 2020 folgte das nachhaltige Funk-Solar-Werk J101.85. Die Uhren haben einen Verkaufspreis zwischen 329 und 8.000 Euro und werden in Schramberg produziert.

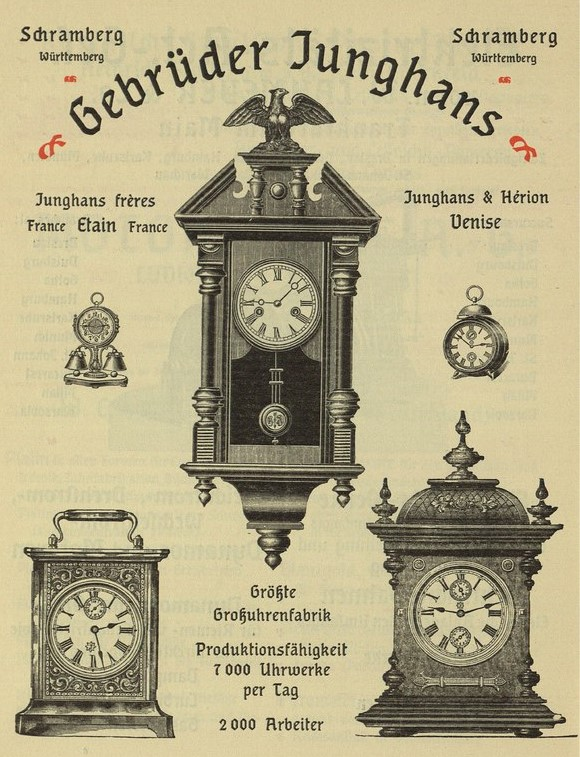
Im Katalog für die Weltausstellung Paris 1900
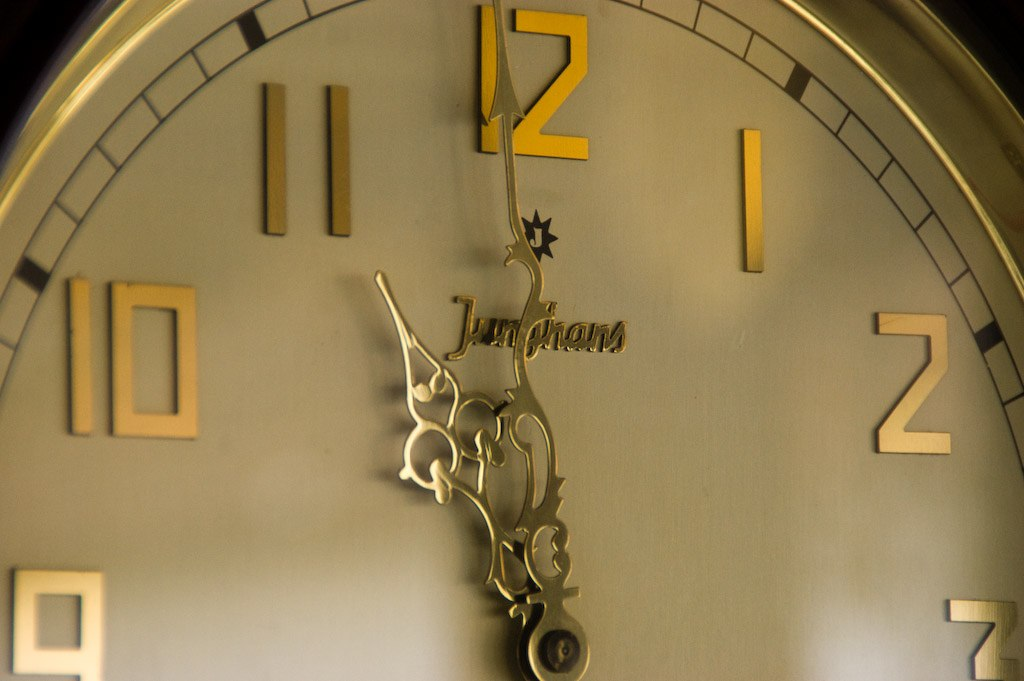
Junghans-Uhr im Sultanspalast von Yogyakarta
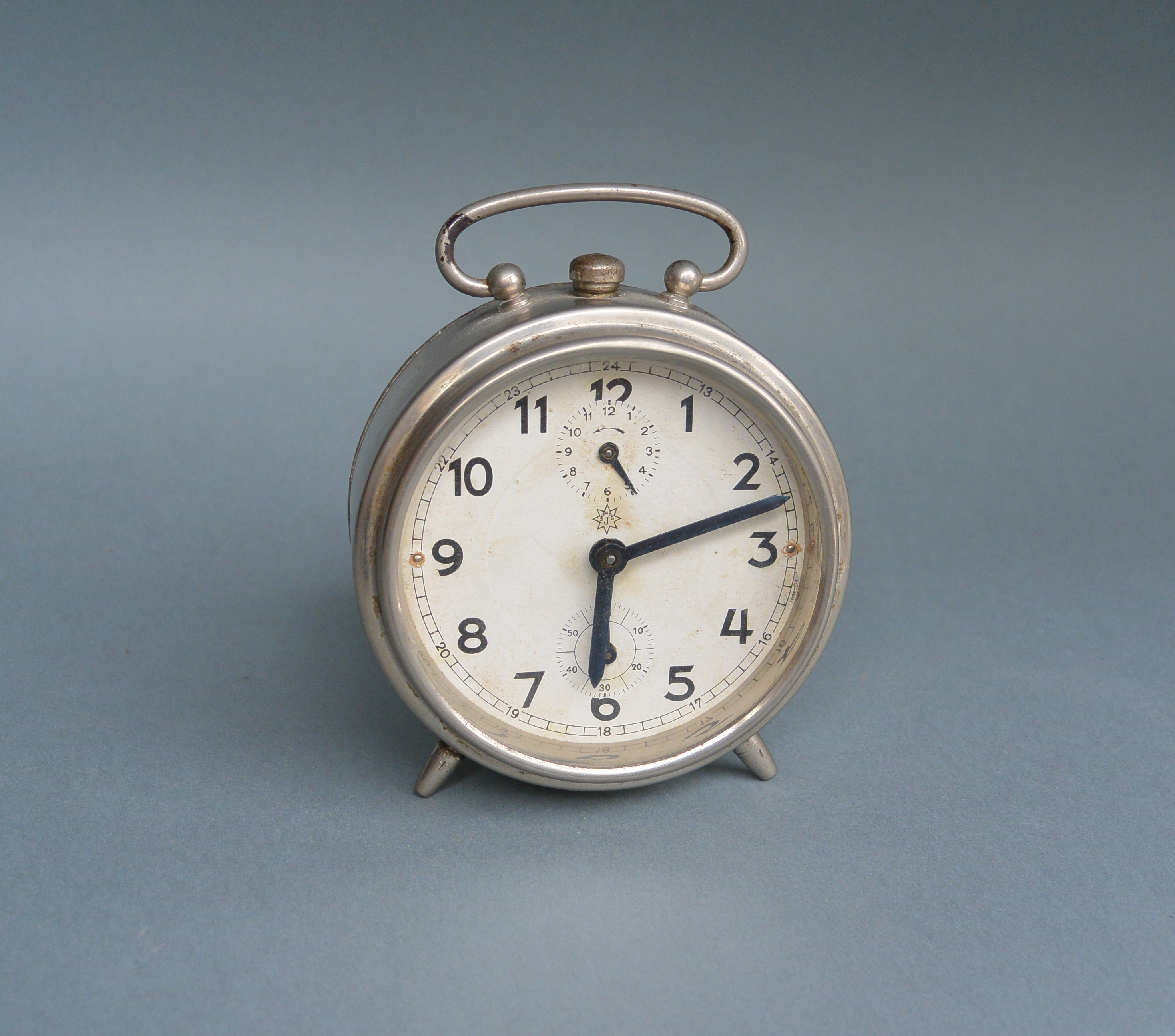
Wecker um 1930
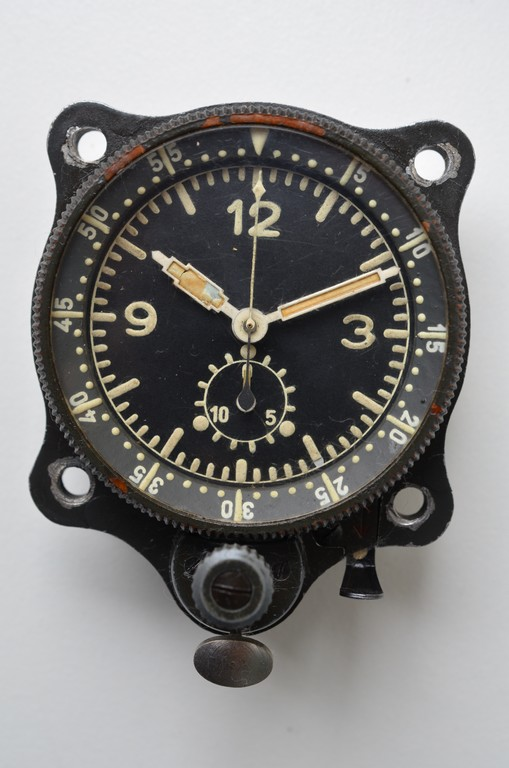
Junghans Borduhr für Flugzeuge der Wehrmacht
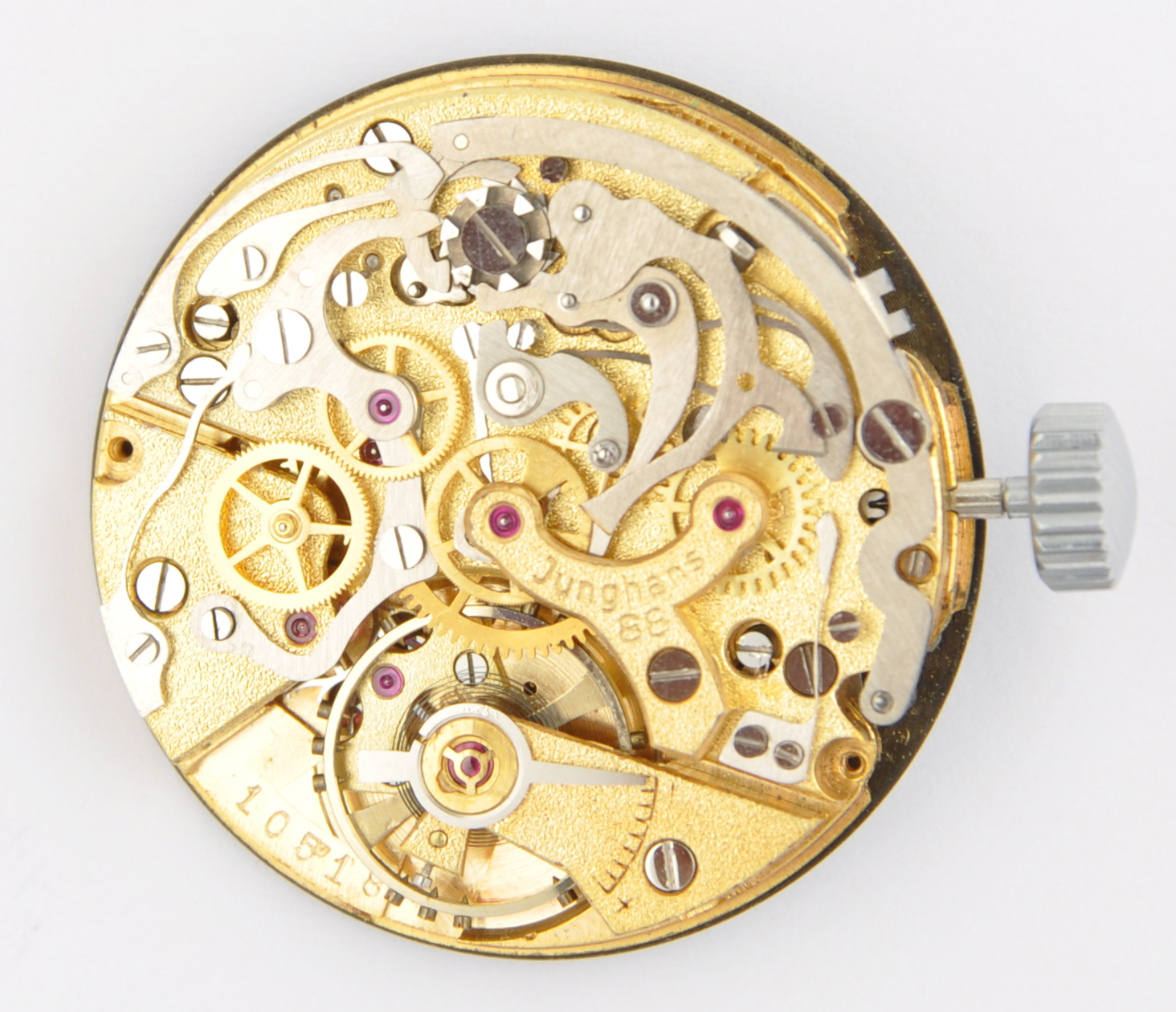
Kaliber J88, entwickelt 1946
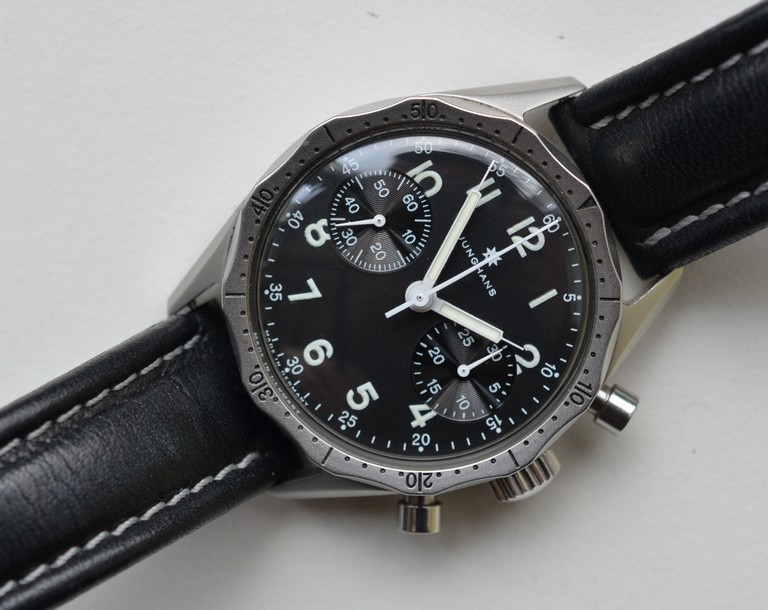
Reproduktion der ersten Fliegeruhr der neu gegründeten Bundeswehr aus dem Jahr 1955, im Original mit dem Handaufzugswerk J 88. 1998 legte Junghans dieses Modell nahezu 1 : 1 neu auf, jedoch angetrieben mit dem Kaliber Valjoux 7760
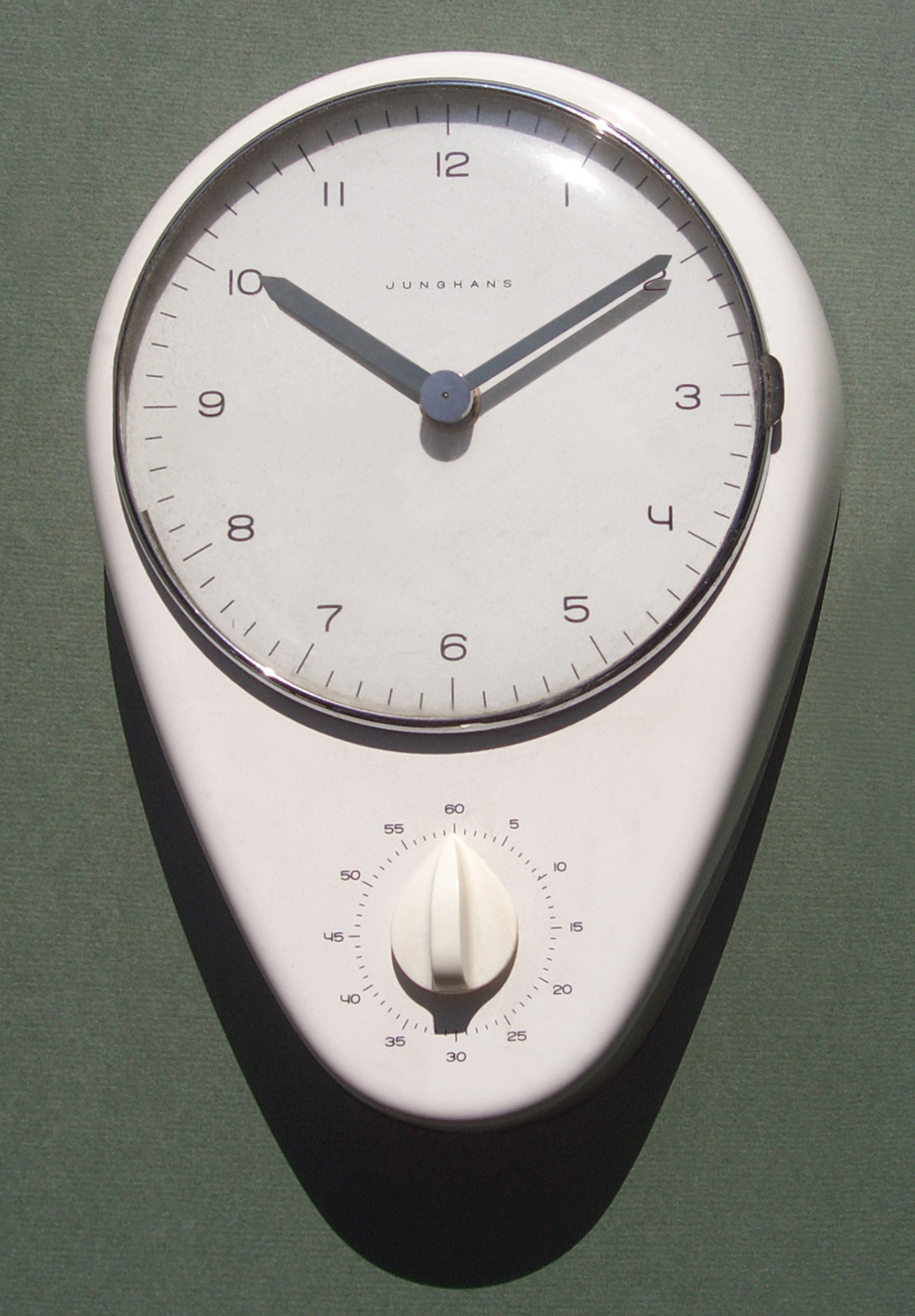
Küchenuhr, entworfen von Max Bill 1956
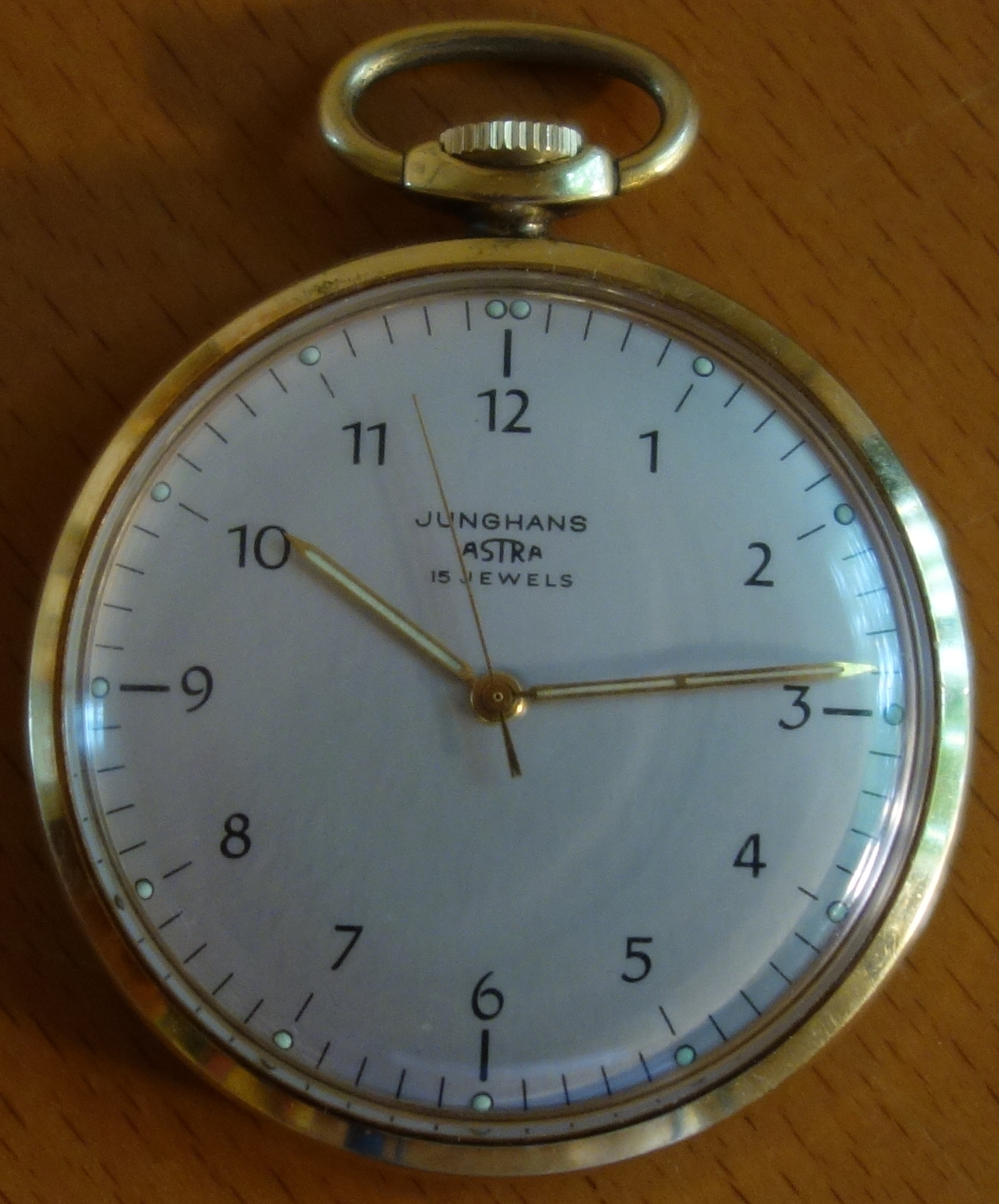
Taschenuhr Junghans Astra, 1960er Jahre
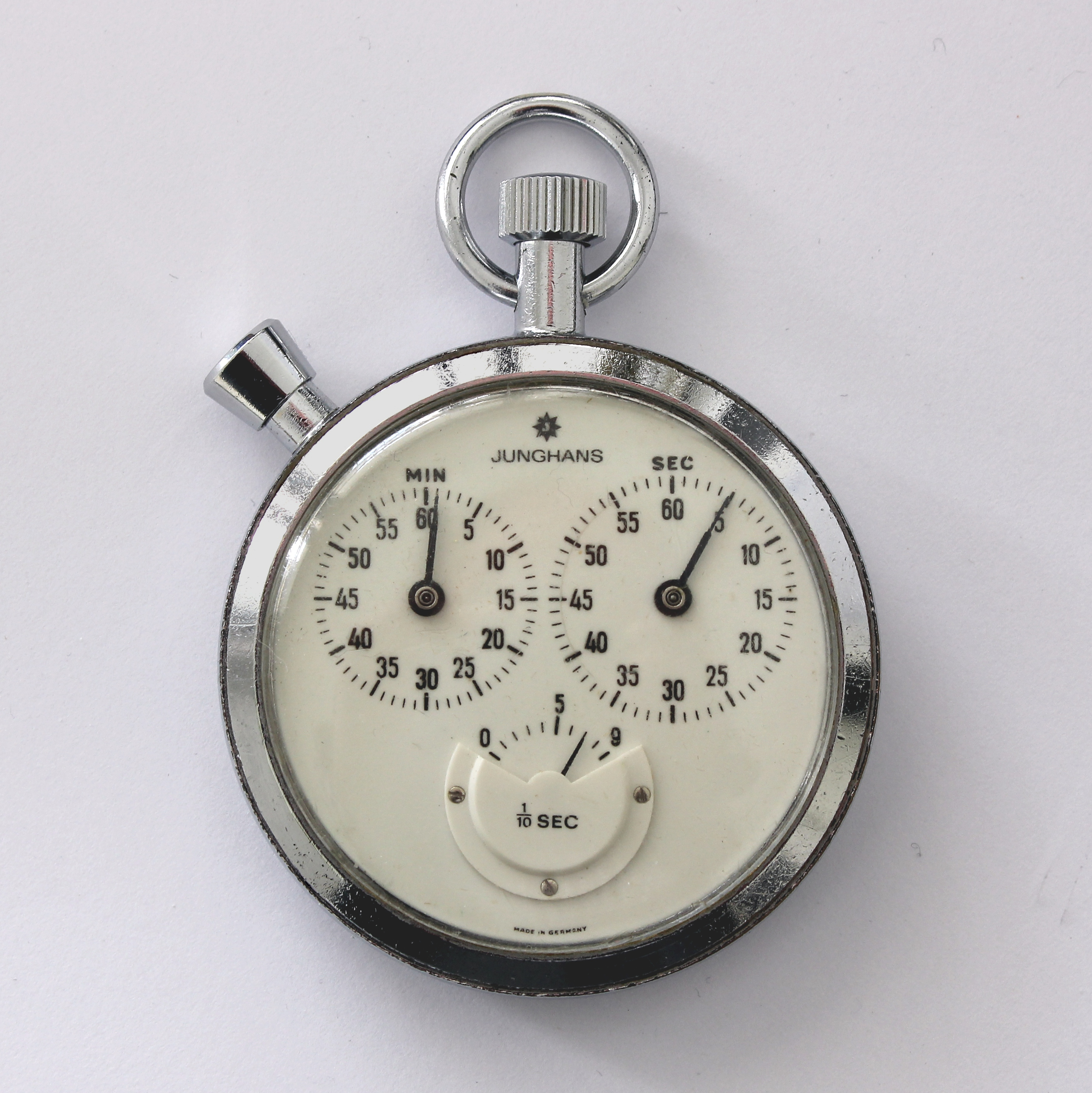
Additionsstoppuhr, 1960er-Jahre
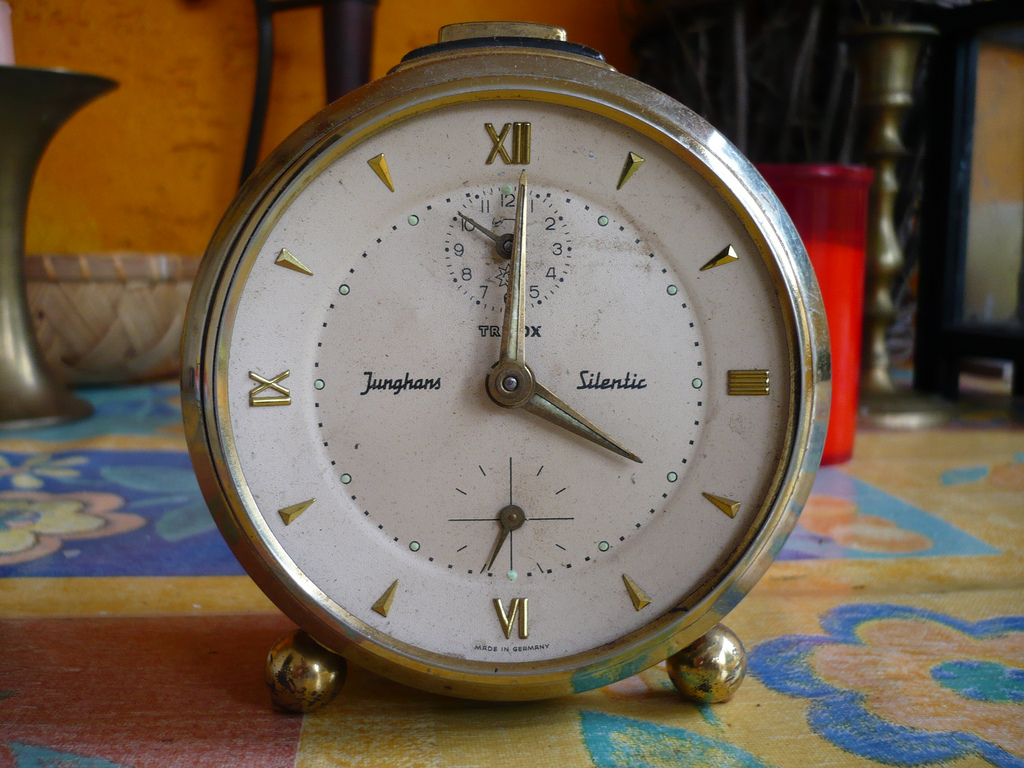
Trivox Silentic
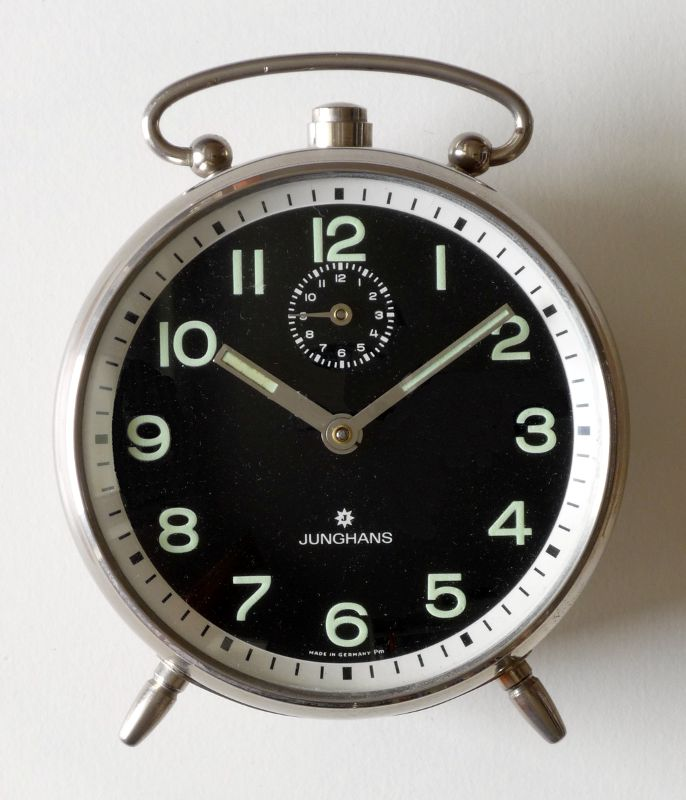
Mechanischer Wecker, Anfang der 1970er Jahre
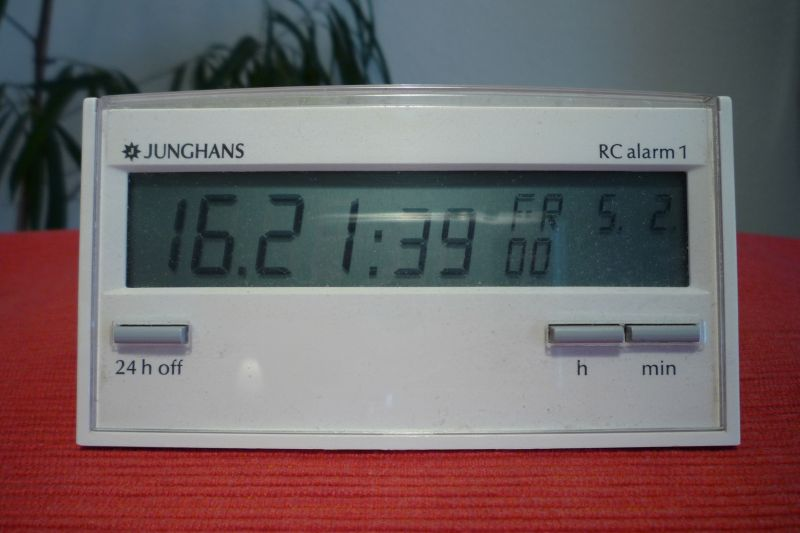
Einer der ersten Funkwecker von Junghans
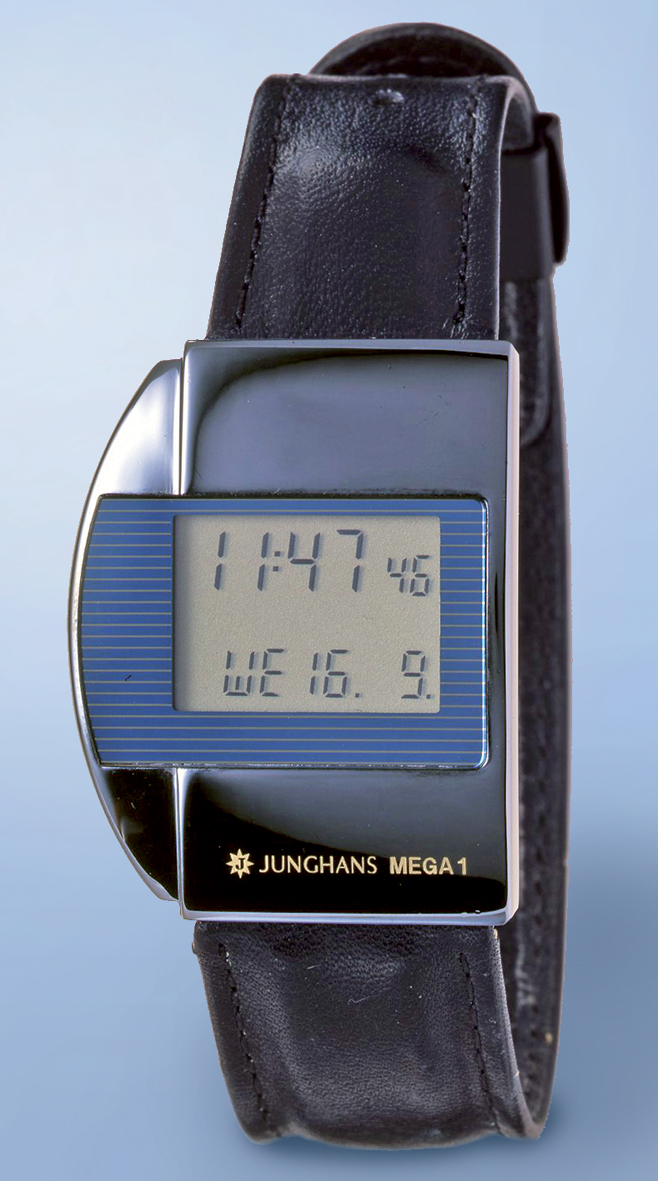
Welterste Funkarmbanduhr (digital), Junghans Mega 1 1990
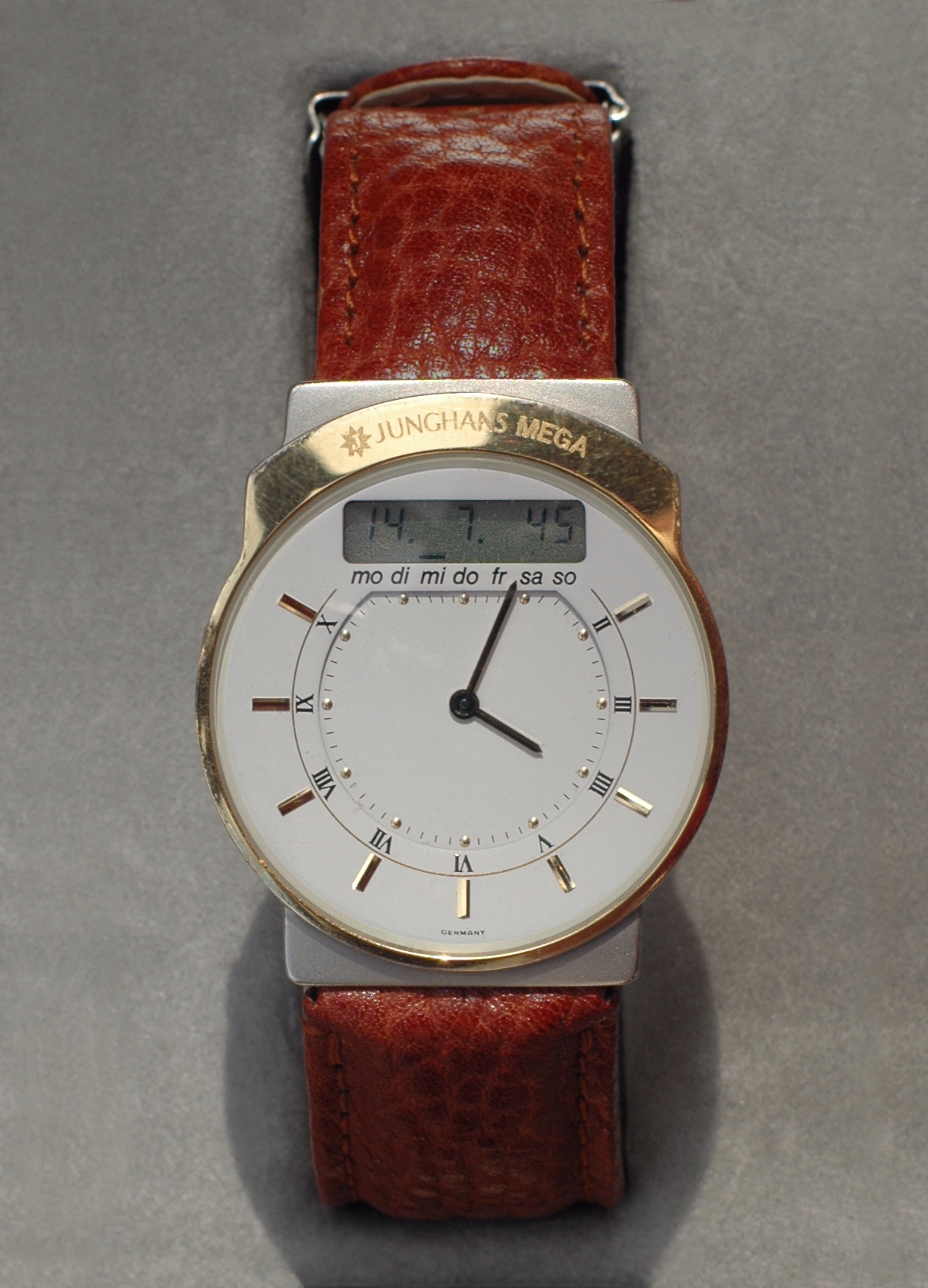
Welterste analoge Funk-Armbanduhr, Junghans Mega 1991
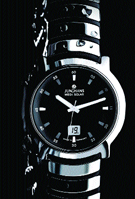
Funk-Solararmbanduhr Junghans Mega Solar Ceramic 1995
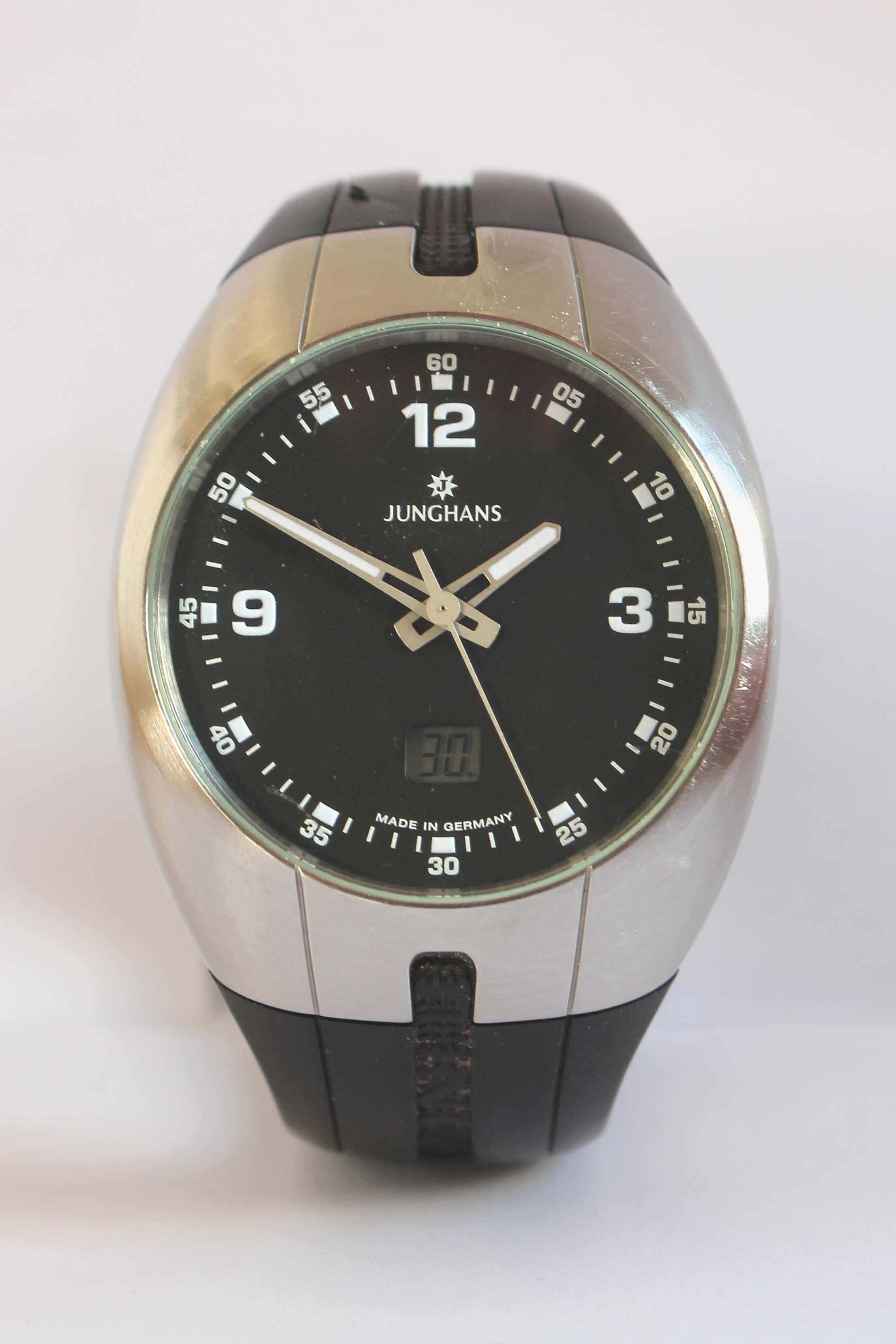
Funkarmbanduhr um 2005
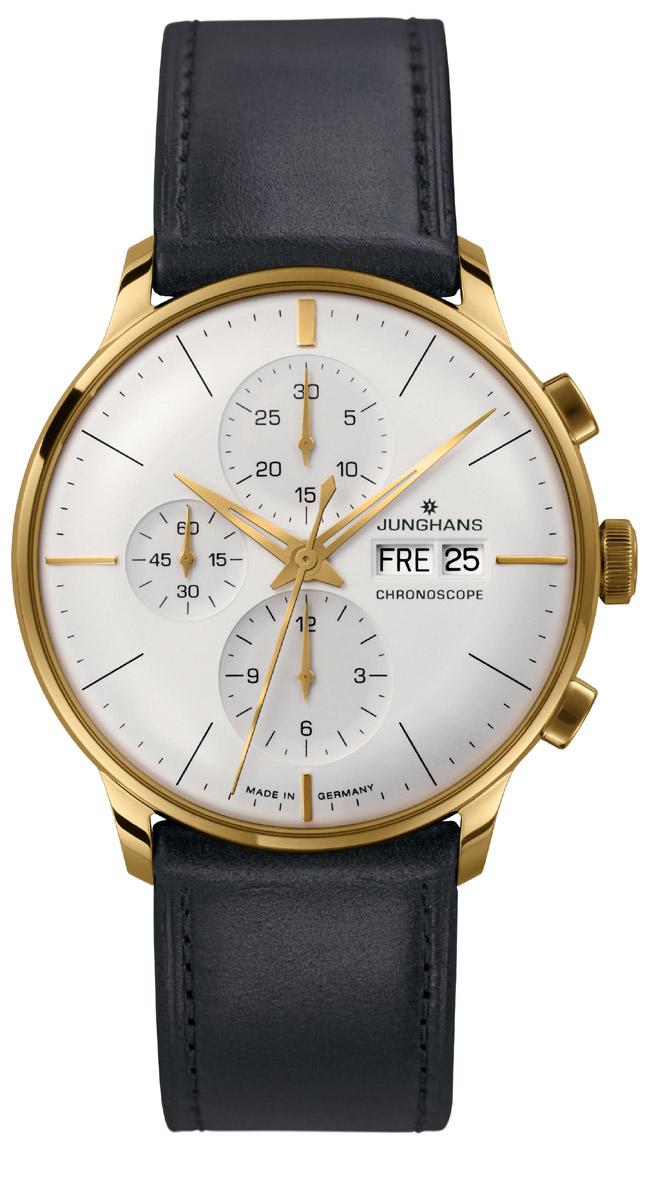
Jubiläumsmodell Meister Chronoscope 2011
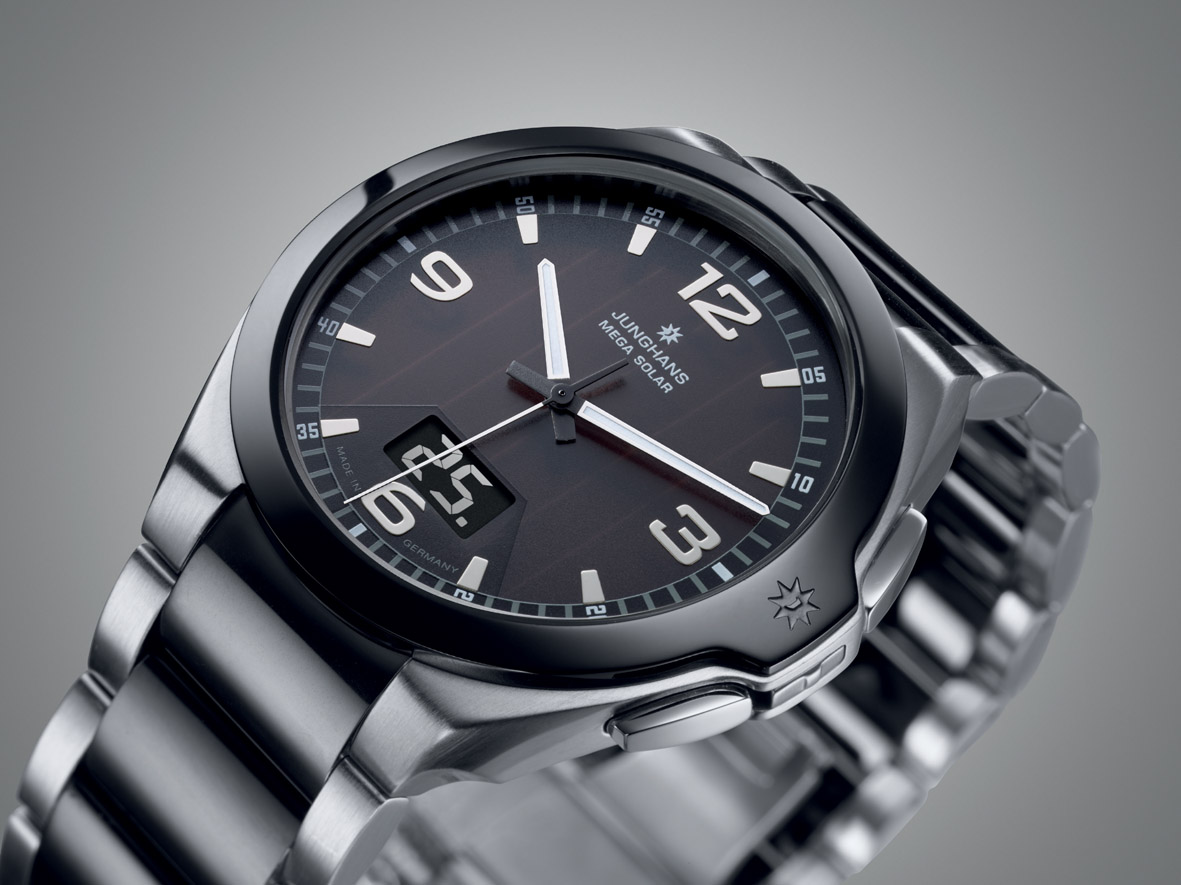
Multifrequenz-Funk-Solaruhr Spektrum 2011
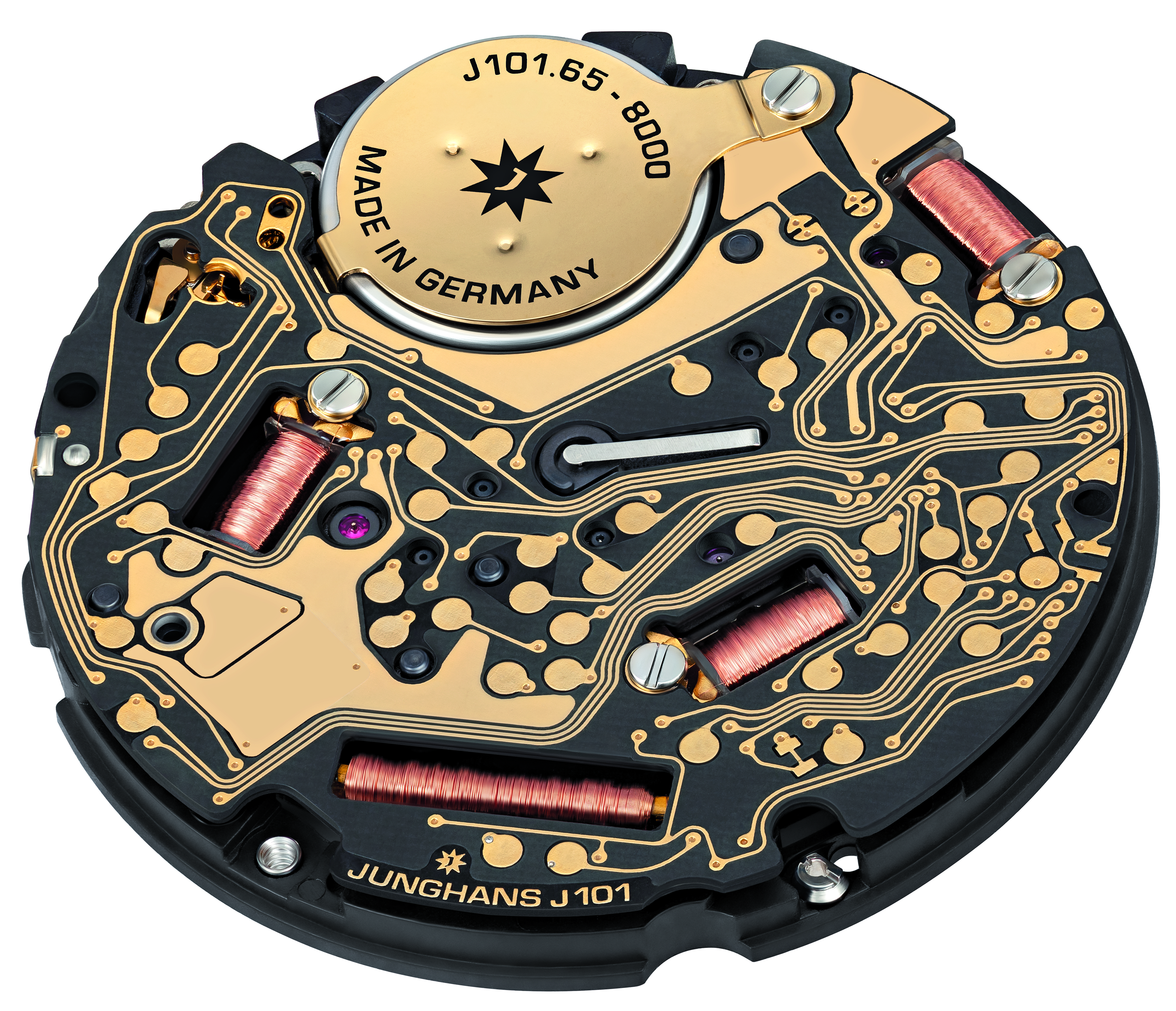
Multifrequenz-Funkwerk J101 2018
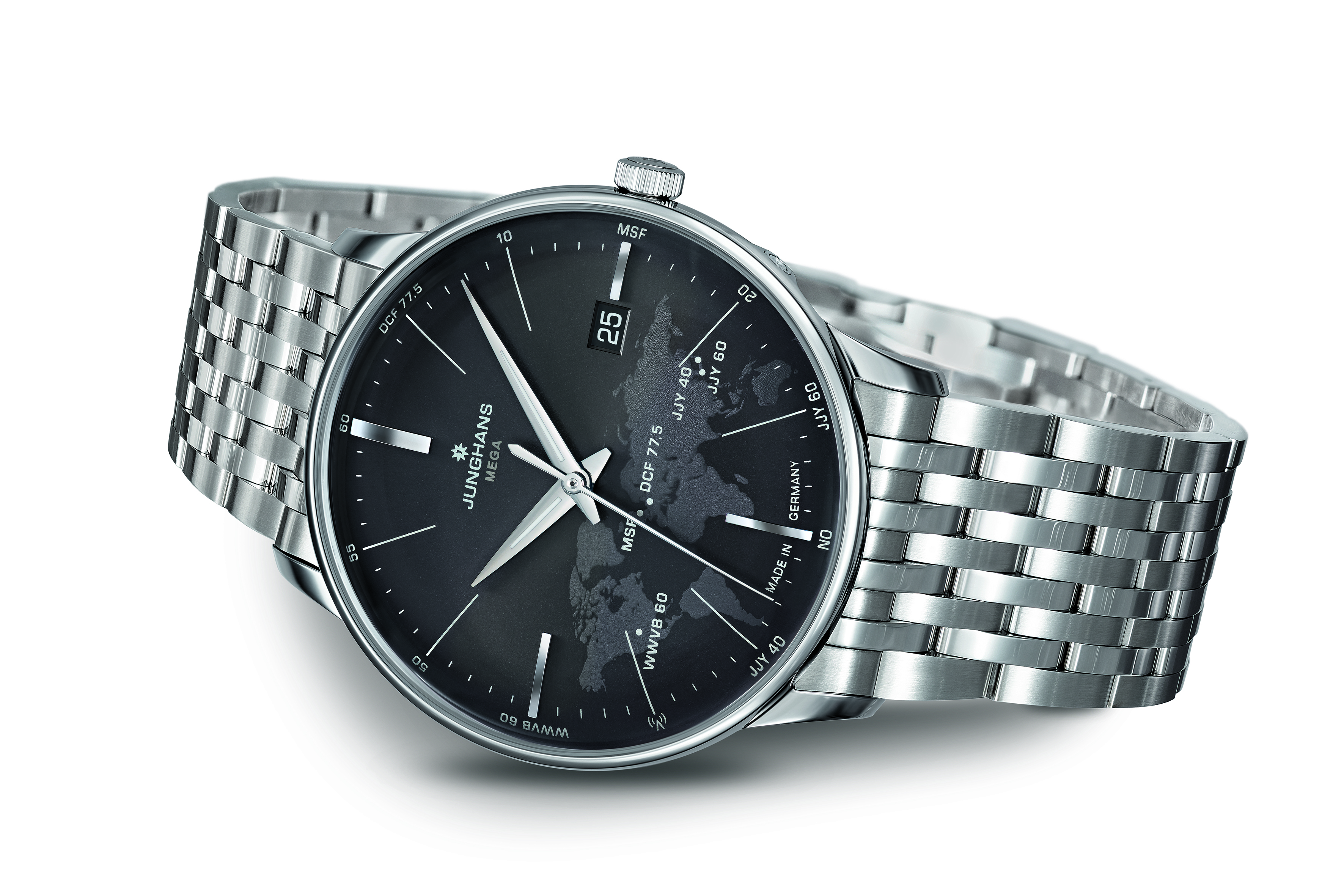
Meister MEGA mit Werk J101 2018
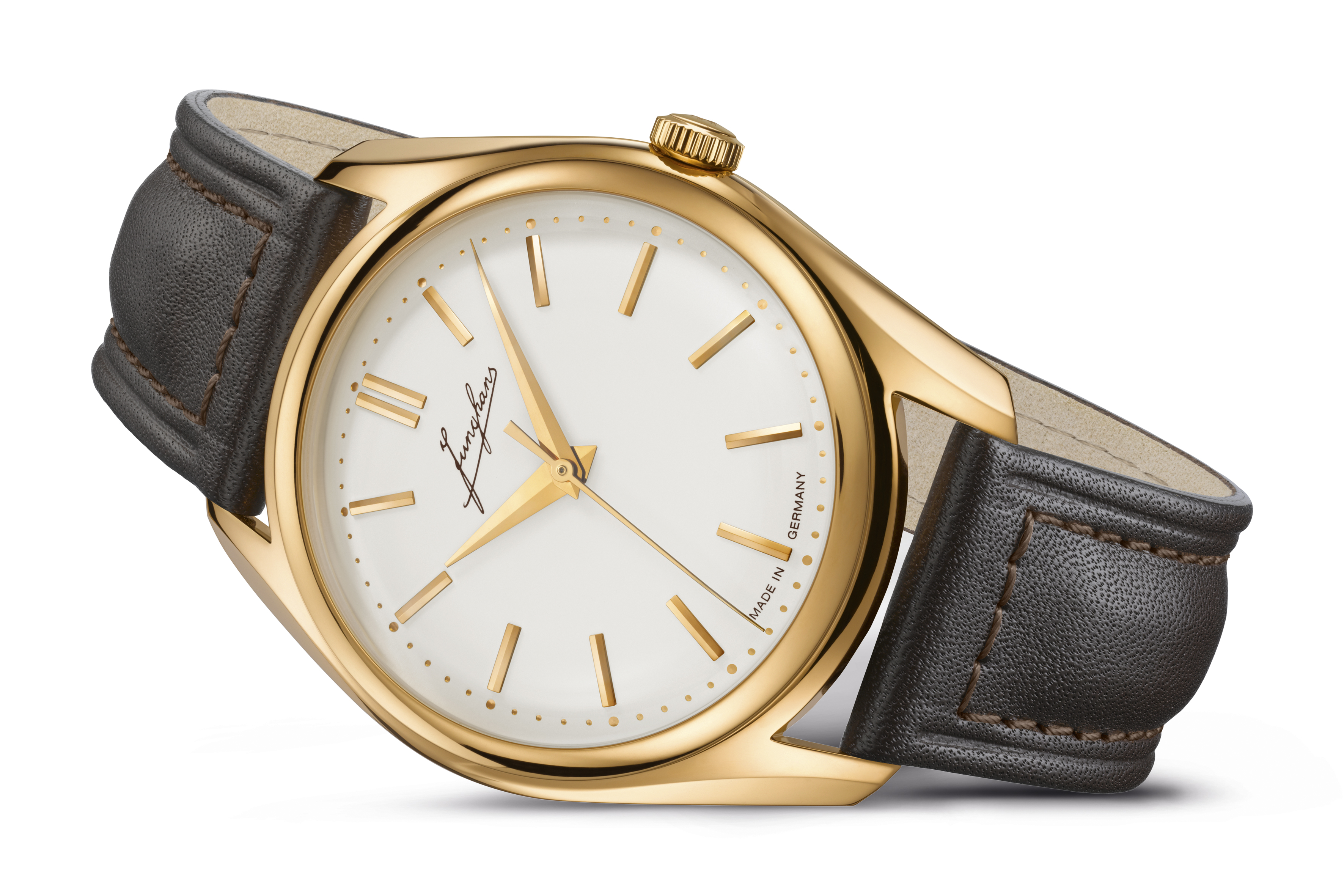
Meister Signatur Handaufzug Edition 160 mit historischem Handaufzugswerk J620 2021

## Sonstiges
- Hans-Heinrich Schmid, der Autor des Lexikons der Deutschen Uhrenindustrie 1850–1980, erhielt im Jahr 2011 von Nachkommen der Familie Junghans Einblick in das bis dahin nicht zugängliche Familienarchiv Junghans. Durch das Studium dieser Unterlagen konnten viele Fragen der frühen Firmengeschichte des Familienbetriebes Junghans geklärt werden. Diese Unterlagen, darunter auch das Notizbuch von Arthur Junghans aus seiner Zeit in Amerika, befinden sich heute im Stadtarchiv in Schramberg.
- Bei der Entführung des Flugzeugs „Landshut“ 1977 musste der Copilot Jürgen Vietor seine Junghans-Armbanduhr zerstören, weil der palästinensische Entführer Zohair Youssif Akache das Logo für den jüdischen Davidstern hielt.[20]